# 小行星2933
小行星2933（2933 Amber）是一颗绕太阳运转的小行星，为主小行星带小行星。该小行星于1983年4月18日发现。
該小行星以發現者諾曼·G·托馬斯的孫女安柏·瑪麗·巴爾圖提斯（Amber Marie Baltutis）命名。

## 轨道参数
小行星2933的轨道半长轴为2.6090407 UA，离心率为0.048。